# Arndorf (Bad Kötzting)
Arndorf ist ein Ortsteil von Bad Kötzting im Oberpfälzer Landkreis Cham, der bis 1971 eine selbstständige Gemeinde bildete.

## Lage
Das Dorf liegt im Bayerischen Wald, zwei Kilometer östlich von Bad Kötzting. Neben dem Kernort gibt es noch einige abgesetzte Einzelanwesen.
Arndorf und seine ehemaligen Ortsteile liegen im Auslauf des Zeller Tales, das im Nordosten vom Kaitersberg begrenzt wird. Der Schwarzweihergraben, ein Quellbach des Weißen Regens, entspringt in dem Ort.

## Geschichte
Die 1818 mit dem Bayerischen Gemeindeedikt gebildete und bis zur Gemeindegebietsreform der 1970er bestehende Gemeinde Arndorf gehörte zum niederbayerischen Landkreis Kötzting. Sie bestand aus folgenden Ortsteilen:
| - Arndorf - Beckendorf - Grub - Hofern | - Kammern - Maiberg - Reitenberg - Reitenstein | - Sperlhammer - Waid - Weißenholz |

Am 1. Oktober 1971 wurde sie in die Gemeinde Kötzting eingegliedert.